# Thomas Crean (ontdekkingsreiziger)

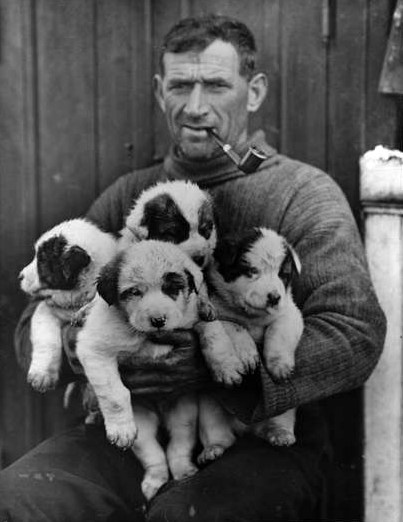
Tom Crean met sledehondpuppy's (7 februari 1915)

Thomas Crean (Annascaul, 20 juli 1877 - Cork, 27 juli 1938), ook wel bekend als Tom Crean, was een Iers ontdekkingsreiziger en poolonderzoeker. Hij ging mee met drie van de vier belangrijkste Britse expedities naar Antarctica, waaronder de Discovery-expeditie en de Terra Nova-expeditie.

## Biografie
Thomas Crean verliet de school op 12-jarige leeftijd om op de boerderij van zijn familie te gaan werken. Op 15-jarige leeftijd schreef hij zich in bij de Royal Navy. Wellicht had hij hiervoor geen toestemming van zijn ouders en heeft hij daarom gelogen over zijn leeftijd. Hij ging eerst als leerjongen in dienst aan boord van de HMS Howe in HMNB Devonport. In november 1894 werd hij overgebracht naar de HMS Devastation. Op zijn 18e verjaardag was hij in dienst aan boord van de HMS Royal Arthur en later aan boord van de HMS Defiance . In 1899 had hij de rang van korporaal bereikt. In 1901 sloot hij zich aan bij de Discovery-expeditie onder leiding van Robert Falcon Scott.  
Tijdens de Terra Nova-expeditie maakte hij een eenzame tocht over het Ross-ijsplateau om het leven van admiraal Edward Evans te redden. Hiervoor kreeg hij de Albert Medaille. In totaal kreeg Crean drie keer de Polar Medal.
In 1916 was Crean een van de drie mannen die onder leiding van Shackleton het gebergte van Zuid-Georgië overstaken om hulp te zoeken voor de bemanning van de door het ijs vernielde Endurance.
In 1920 beëindigde hij zijn carrière als zeeman en ging terug naar zijn geboortestreek County Kerry, waar hij in zijn geboorteplaats Anascaul samen met zijn vrouw Ellen een café begon. Hij bleef er de rest van zijn leven. Crean overleed op eenenzestigjarige leeftijd in het ziekenhuis van Cork, nadat zijn blindedarm was verwijderd.